# 地球解放軍ジアース
『地球解放軍ジアース』（ちきゅうかいほうぐんジアース）は、1992年12月18日にT&Eソフトより発売されたゲームボーイ用の縦スクロールシューティングゲーム。

## 概要
全5ステージをセレクトできるが最初から遊べるのはステージ1からステージ4までであり、ステージ5は他全てのステージをクリアしなければならない。難易度設定はできるが難易度は総じて高めである。自機は8方向に移動可能であり、デフォルトで2つのオプションを搭載している。オプションはAボタン(SET UPでショットとオプションのボタンを入れ替え可能)で開閉可能であり、開いている間は広範囲に攻撃可能だが、閉じている時は球の威力が上がるため敢えて閉じてプレイするという手もある。オプションの他に、時折画面に出てくるカプセルを破壊すると、ミサイルの数が増える、攻撃の範囲が変わる、あるいはシールドが付くアイテムが出現する。ボス戦の際には画面から背景がなくなる。
このゲームは画面のちらつきを逆手に取って2重スクロールを表現するという荒業で描き込みの細かいグラフィックを表現している。
ちらつきを利用しているため、スーパーゲームボーイでプレイすると非常に画面が見づらくなるが、スーパーゲームボーイ2なら多少はマシになる。
だが、ゲームキューブのオプション機器、ゲームボーイプレイヤーではスーパーゲームボーイ同様、非常に見づらくなる。

## 設定

### ストーリー
20XX年、人類は環境汚染された地球を捨て、火星に移住していた。人々は遠い未来には、自分達の子孫が自然浄化された地球に戻れることを祈っていたが、ある日、他の天体からやってきた超機械生命体マゼルによって地球が侵略されてしまう。地球人たちはこの異変に気づき、地球奪還のために「地球解放軍ジアース」を結成。マゼル軍の壊滅のためにジアース軍の最終兵器ミライダ01が出撃する。

### ステージ構成
STAGE1 空中面
STAGE2 基地
STAGE3 謎の惑星
STAGE4 生物面
STAGE5 機械面

## スタッフ
- ディレクター：中辻正
- メイン・プログラム：永島三人
- サブ・プログラム：中辻正
- メイン・デザイナー：高橋道明
- サブ・デザイナー：T.ISHIDA、S.NISHIMURA
- 音楽：木下ゆみ（佐竹由美）、釜木茂一
- 効果音：中辻正

## 評価
- ゲーム誌『ファミコン通信』の「クロスレビュー」では、5・5・6・6の合計22点（満40点）[1]、『ファミリーコンピュータMagazine』の読者投票による「ゲーム通信簿」での評価は以下の通りとなっており、17.4点（満30点）となっている[2]。また、1998年に刊行されたゲーム誌『超絶 大技林 '98年春版』（徳間書店）では、「背景やグラフィック、ボスキャラなど迫力ある画面で楽しめる」と紹介されている[2]。

| 項目 | キャラクタ | 音楽 | お買得度 | 操作性 | 熱中度 | オリジナリティ | 総合 |
| 得点 | 3.3        | 2.9  | 2.9      | 2.6    | 2.9    | 2.9            | 17.4 |